# بيسرت
بايزرت (بالروسية: Бисерть) هي مدينة في مقاطعة سفيردلوفسك أوبلاست في روسيا.
يبلغ عدد سكانها حوالي 10929 نسمة.